# Józef Mączyński
Józef Mączyński (również Mączeński) (ur. 1807, zm. 1862) – polski historyk, pisarz, encyklopedysta oraz przedsiębiorca teatralny .

## Dzieła
Był autorem kilku książek dotyczących historii oraz kultury miasta Krakowa, a także wydał książkę kucharską.
- Szkoła kucharek czyli Łatwy sposób wyuczenia się gotowania różnych potraw mięsnych i postnych, (1843),
- Pamiątka z Krakowa : opis tego miasta i jego okolic, wielokrotne wydania, pierwsze (1845),
- Cracovie et ses environs Description historique geographique et pittoresque de cette ville et de ses contrées ; Illustrée de plusieurs plans et lithographies, (1846),
- Kraków dawny i teraźniejszy z przegladem jego okolic, (1854),
- Kilka podań i wspomnień Krakowskich. Ze zbioru wiadomości o Krakowie., (1855),
- Archiprezbyterowie i Kapłani Kościoła Maryackiego w Krakowie, (1857),
- Włościanie z okolic Krakowa w zarysie, (1858),
- Wiadomość historyczna o cudownym obrazie N. Maryi P. Różańca Śgo w kościele OO. Dominikanów w Krakowie, (1863).

Był również encyklopedystą piszącym hasła do 28 tomowej Encyklopedii Powszechnej Orgelbranda z lat 1859-1868. Jego nazwisko wymienione jest w I tomie z 1859 roku na liście twórców zawartości tej encyklopedii .